# Polyrhachis linae
Polyrhachis linae är en myrart som beskrevs av Horace Donisthorpe 1938. Polyrhachis linae ingår i släktet Polyrhachis och familjen myror. Inga underarter finns listade i Catalogue of Life.